# Министр образования Азербайджана
Министр образования Азербайджана (азерб. Azərbaycan Təhsil Naziri) — глава Министерства образования Азербайджана. Министр образования Азербайджана назначается на должность и отстраняется от должности Президентом Азербайджанской Республики.
Текущий министр — Эмин Амруллаев.

## Список министров

### Министры просвещения и вероисповеданий Азербайджанской Демократической Республики
| # | Министр                 | Фото | Период нахождения в должности | Партия  | Примечание                                               |
| - | ----------------------- | ---- | ----------------------------- | ------- | -------------------------------------------------------- |
| 1 | Насиб-бек Усуббеков     |      | 17 июня 1918 — 4 марта 1919   | Мусават | Министр народного просвещения и по делам вероисповеданий |
| 2 | Рашид-Хан Капланов      |      | 14 апреля— 12 декабря 1919    | Ахрар   | Министр просвещения и вероисповеданий                    |
| 3 | Гамид-бек Шахтахтинский |      | 1919 — 1920                   | Иттихад | Министр народного просвещения и вероисповеданий          |
| 4 | Нурмагомед Шахсуваров   |      | 1920                          | Иттихад | Министр просвещения и вероисповеданий                    |

### Главы органа управления по просвещению Азербайджанской Советской Социалистической Республики
| #                                                  | Министр                                            | Фото                                               | Период нахождения в должности                      | Партия                                             |                                                    |                                                    |                                                    |
| Народные комиссары просвещения Азербайджанской ССР | Народные комиссары просвещения Азербайджанской ССР | Народные комиссары просвещения Азербайджанской ССР | Народные комиссары просвещения Азербайджанской ССР | Народные комиссары просвещения Азербайджанской ССР | Народные комиссары просвещения Азербайджанской ССР | Народные комиссары просвещения Азербайджанской ССР | Народные комиссары просвещения Азербайджанской ССР |
| -------------------------------------------------- | -------------------------------------------------- | -------------------------------------------------- | -------------------------------------------------- | -------------------------------------------------- | -------------------------------------------------- | -------------------------------------------------- | -------------------------------------------------- |
| 1                                                  | Дадаш Буниатзаде                                   |                                                    | 1920—1922                                          |                                                    |                                                    |                                                    |                                                    |
| 2                                                  | Мустафа Кулиев                                     |                                                    | 1922 — 1927                                        |                                                    |                                                    |                                                    |                                                    |
| 3                                                  | Рухулла Ахундов                                    |                                                    | 1927—1930                                          | ВКП(б)                                             |                                                    |                                                    |                                                    |
| 4                                                  | Максуд Мамедов                                     |                                                    | 1930—1931                                          | ВКП(б)                                             |                                                    |                                                    |                                                    |
| 5                                                  | Ага Султанов                                       |                                                    | 1931—1933                                          | ВКП(б)                                             |                                                    |                                                    |                                                    |
| 6                                                  | Махмуд Агаев                                       |                                                    | 1934                                               | ВКП(б)                                             |                                                    |                                                    |                                                    |
| 7                                                  | Мамед Джуварлинский                                |                                                    | 1934—1935                                          | ВКП(б)                                             |                                                    |                                                    |                                                    |
| 8                                                  | Мусаиб Шахбазов                                    |                                                    | 1935—1936                                          | ВКП(б)                                             |                                                    |                                                    |                                                    |
| 9                                                  | Мамедсадыг Эфендиев                                |                                                    | 1937                                               | ВКП(б)                                             |                                                    |                                                    |                                                    |
| 10                                                 | Мирза Мамедов                                      |                                                    | 1938—1942                                          | ВКП(б)                                             |                                                    |                                                    |                                                    |
| 11                                                 | Мирза Ибрагимов                                    |                                                    | 1942—1946                                          | ВКП(б)                                             |                                                    |                                                    |                                                    |
| Министры народного просвещения Азербайджанской ССР |                                                    |                                                    |                                                    |                                                    |                                                    |                                                    |                                                    |
| 1                                                  | Мамед Алекперов                                    |                                                    | 1946—1952                                          | ВКП(б)                                             |                                                    |                                                    |                                                    |
| 2                                                  | Мехти Мехдизаде                                    |                                                    | 1952—1954                                          | КПСС                                               |                                                    |                                                    |                                                    |
| 3                                                  | Мирза Мамедов                                      |                                                    | 1954—1959                                          | КПСС                                               |                                                    |                                                    |                                                    |
| 4                                                  | Рагим Рагимов                                      |                                                    | 1959—1961                                          | КПСС                                               |                                                    |                                                    |                                                    |
| 5                                                  | Мехти Мехдизаде                                    |                                                    | 1961—1980                                          | КПСС                                               |                                                    |                                                    |                                                    |
| 6                                                  | Эльмира Кафарова                                   |                                                    | 1980—1983                                          | КПСС                                               |                                                    |                                                    |                                                    |
| 7                                                  | Камран Рагимов                                     |                                                    | 1983—1988                                          | КПСС                                               |                                                    |                                                    |                                                    |

### Министры народного просвещения Азербайджанской Республики
| # | Министр       | Фото | Период нахождения в должности |
| - | ------------- | ---- | ----------------------------- |
| 1 | Тофик Гаджиев |      | 1993                          |

### Министры высшего и среднего специального образования Азербайджанской Советской Социалистической Республики
| # | Министр           | Фото | Период нахождения в должности | Партия |
| - | ----------------- | ---- | ----------------------------- | ------ |
| 1 | Зулейха Гусейнова |      | 1965—1970                     | КПСС   |
| 2 | Данил Кулиев      |      | 1970 — 1971                   | КПСС   |
| 3 | Курбан Алиев      |      | 1971 — 1987                   | КПСС   |
| 4 | Агалар Аббасбейли |      | 1987 — 1988                   | КПСС   |

### Министры народного образования Азербайджанской ССР/Азербайджанской Республики
| # | Министр          | Фото | Период нахождения в должности | Партия |
| - | ---------------- | ---- | ----------------------------- | ------ |
| 1 | Муслим Мамедов   |      | 1988                          | КПСС   |
| 2 | Рафик Фейзуллаев |      | 1989 — 1992                   |        |
| 3 | Фирудин Джалилов |      | 1992 — 1993                   |        |

### Министры образования Азербайджана
| # | Министр          | Фото | Период нахождения в должности      |
| - | ---------------- | ---- | ---------------------------------- |
| 1 | Лидия Расулова   |      | 2 сентября 1993 — 13 сентября 1997 |
| 2 | Мисир Марданов   |      | 28 марта 1998 — 19 апреля 2013     |
| 3 | Микаил Джаббаров |      | 19 апреля 2013 — 5 декабря 2017    |
| 4 | Джейхун Байрамов |      | 23 апреля 2018 — 16 июля 2020      |
| 5 | Эмин Амруллаев   |      | 27 июля 2020 — 28 июля 2022        |

### Министры науки и образования Азербайджана
| # | Министр        | Фото | Период нахождения в должности |
| - | -------------- | ---- | ----------------------------- |
| 1 | Эмин Амруллаев |      | С 28 июля 2022                |